# Campeonato Mundial de Atletismo de 2015 - Lançamento de martelo feminino
A prova do arremesso de martelo feminino do Campeonato Mundial de Atletismo de 2015  foi disputada entre 26 e 27 de agosto no Estádio Nacional de Pequim, em Pequim.

## Recordes
Antes desta competição, os recordes mundiais e do campeonato nesta prova eram os seguintes:
| Tipo                  | Atleta           | Distância | Local        | Data                 | Ref |
| --------------------- | ---------------- | --------- | ------------ | -------------------- | --- |
|                       | Anita Włodarczyk | 81,08     | Władysławowo | 1 de agosto de 2015  | ver |
| Recorde do campeonato | Anita Włodarczyk | 77,96     | Berlim       | 22 de agosto de 2009 | ver |

## Medalhas
| Ouro                   | Prata              | Bronze                    |
| Anita Włodarczyk (POL) | Zhang Wenxiu (CHN) | Alexandra Tavernier (FRA) |

## Cronograma
Todos os horários são locais (UTC+8).
| Data         | Hora  | Evento        |
| ------------ | ----- | ------------- |
| 26 de agosto | 09:30 | Eliminatórias |
| 27 de agosto | 19:00 | Final         |

## Resultados

### Eliminatórias
Qualificação: 72,50 m (Q) e pelo menos 12 melhores (q) avançam para a final. 
| Colocação | Grupo | Atleta              | Nacionalidade  | #1    | #2    | #3    | Marca | Notas |
| --------- | ----- | ------------------- | -------------- | ----- | ----- | ----- | ----- | ----- |
| 1         | A     | Anita Włodarczyk    | Polónia        | 75.01 |       |       | 75.01 | Q     |
| 2         | A     | Alexandra Tavernier | França         | 74.39 |       |       | 74.39 | Q, PB |
| 3         | A     | Wang Zheng          | China          | 69.85 | 73.06 |       | 73.06 | Q     |
| 4         | B     | Zhang Wenxiu        | China          | 72.92 |       |       | 72.92 | Q, SB |
| 5         | B     | Zalina Marghieva    | Moldávia       | 72.29 | –     | –     | 72.29 | q     |
| 6         | B     | Amber Campbell      | Estados Unidos | 72.06 | –     | –     | 72.06 | q     |
| 7         | A     | Kathrin Klaas       | Alemanha       | 71.38 | 71.41 | 67.81 | 71.41 | q     |
| 8         | A     | Sophie Hitchon      | Grã-Bretanha   | x     | 71.07 | x     | 71.07 | q     |
| 9         | B     | Betty Heidler       | Alemanha       | 69.80 | 70.60 | 69.61 | 70.60 | q     |
| 10        | A     | Rosa Rodríguez      | Venezuela      | 70.57 | x     | x     | 70.57 | q     |
| 11        | A     | Amanda Bingson      | Estados Unidos | 66.99 | x     | 69.99 | 69.99 | q     |
| 12        | A     | Alena Sobaleva      | Bielorrússia   | 68.66 | x     | 69.86 | 69.86 | q     |
| 13        | B     | Sultana Frizell     | Canadá         | 69.66 | 67.54 | 69.37 | 69.66 |       |
| 14        | A     | Malwina Kopron      | Polónia        | 69.53 | 66.13 | 67.85 | 69.53 |       |
| 15        | B     | Yirisleydi Ford     | Cuba           | x     | 67.92 | 69.43 | 69.43 |       |
| 16        | B     | Martina Hrašnová    | Eslováquia     | 68.80 | 67.28 | 67.63 | 68.80 |       |
| 17        | B     | Joanna Fiodorow     | Polónia        | 68.72 | x     | x     | 68.72 |       |
| 18        | A     | Deanna Price        | Estados Unidos | x     | x     | 68.69 | 68.69 |       |
| 19        | B     | Réka Gyurátz        | Hungria        | 64.94 | 68.26 | 65.37 | 68.26 |       |
| 20        | B     | Kıvılcım Kaya       | Turquia        | 67.98 | x     | 66.98 | 67.98 |       |
| 21        | B     | Jennifer Dahlgren   | Argentina      | 66.89 | 67.68 | x     | 67.68 |       |
| 22        | A     | Liu Tingting        | China          | x     | 66.48 | 67.07 | 67.07 |       |
| 23        | B     | Hanna Skydan        | Azerbaijão     | 66.91 | x     | 66.82 | 66.91 |       |
| 24        | B     | Silvia Salis        | Itália         | 64.43 | x     | 66.80 | 66.80 |       |
| 25        | A     | Marina Nichișenco   | Moldávia       | x     | 66.63 | x     | 66.63 |       |
| 26        | B     | Tracey Andersson    | Suécia         | x     | 65.28 | 65.99 | 65.99 |       |
| 27        | A     | Iryna Novozhylova   | Ucrânia        | 65.65 | 65.17 | 61.93 | 65.65 |       |
| 28        | A     | Éva Orbán           | Hungria        | 64.57 | x     | x     | 64.57 |       |
| 29        | B     | Laura Redondo       | Espanha        | 62.46 | 63.86 | 63.45 | 63.86 |       |
| 30        | A     | Tereza Králová      | Chéquia        | 61.13 | 61.39 | x     | 61.39 |       |
| 31        | B     | Alena Krechyk       | Bielorrússia   | x     | x     | x     | NM    |       |

### Final
A final ocorreu às 19:00.
| Colocação         | Atleta              | Nacionalidade  | #1    | #2    | #3    | # 4   | #5    | #6    | Marca | Notas |
| ----------------- | ------------------- | -------------- | ----- | ----- | ----- | ----- | ----- | ----- | ----- | ----- |
| Medalha de ouro   | Anita Włodarczyk    | Polónia        | 74.40 | 78.52 | 80.27 | 80.85 | 79.31 | x     | 80.85 | CR    |
| Medalha de prata  | Zhang Wenxiu        | China          | 73.47 | 75.92 | 73.65 | 76.33 | 69.93 | 72.99 | 76.33 | SB    |
| Medalha de bronze | Alexandra Tavernier | França         | 74.02 | 69.59 | x     | 67.83 | 69.93 | 70.60 | 74.02 |       |
| 4                 | Sophie Hitchon      | Grã-Bretanha   | 71.20 | 71.44 | 73.65 | 71.06 | 72.10 | 73.86 | 73.86 | NR    |
| 5                 | Wang Zheng          | China          | 72.92 | 68.80 | x     | x     | 71.50 | 73.83 | 73.83 |       |
| 6                 | Kathrin Klaas       | Alemanha       | 70.61 | 72.72 | 73.13 | 72.65 | 71.64 | 73.18 | 73.18 | SB    |
| 7                 | Betty Heidler       | Alemanha       | 69.33 | 72.56 | 72.24 | 72.35 | 71.22 | 69.85 | 72.56 |       |
| 8                 | Zalina Marghieva    | Moldávia       | 72.15 | 72.20 | 72.38 | x     | 71.87 | x     | 72.38 |       |
| 9                 | Amanda Bingson      | Estados Unidos | 72.35 | 68.86 | x     |       |       |       | 72.35 | SB    |
| 10                | Alena Sobaleva      | Bielorrússia   | 63.52 | 67.80 | 70.09 |       |       |       | 70.09 |       |
| 11                | Rosa Rodríguez      | Venezuela      | x     | x     | 67.78 |       |       |       | 67.78 |       |
| 99 !              | Amber Campbell      | Estados Unidos | x     | x     | x     |       |       |       | NM    |       |

Legenda
| Recorde mundial       | Recorde mundial (World record)               |                       | Recorde africano                      | Recorde africano (African) |                                           | Q | Classificado por posição (Qualified) |
| Recorde do campeonato | Recorde do campeonato (Championship record)  | Recorde da América    | Recorde da América (Americas)         | q                          | Classificado por melhor tempo (Qualified) |   |                                      |
| Melhor marca do ano   | Melhor marca do ano (World leading)          | Recorde asiático      | Recorde asiático (Asian)              | DNS                        | Não largou (Did not start)                |   |                                      |
| Recorde nacional      | Recorde nacional (National record)           | Recorde europeu       | Recorde europeu (European)            | DNF                        | Não terminou (Did not finish)             |   |                                      |
| Recorde pessoal       | Recorde pessoal do atleta (Personal best)    | Recorde da Oceania    | Recorde da Oceania (Oceania)          | DSQ / DQ                   | Desclassificado (Disqualified)            |   |                                      |
| Recorde da temporada  | Recorde da temporada do atleta (Season best) | Recorde sul-americano | Recorde sul-americano (South America) | NM                         | Sem marca (No mark)                       |   |                                      |